# Festival du vin de Limassol
Le festival du vin de Limassol, créé en 1961, est une manifestation annuelle organisée par la municipalité de Limassol entre la fin août et le début septembre. Il attire près de 10 000 visiteurs venus de toute l'île et nombre de touristes et de professionnels étrangers. 

## Origine mythologique

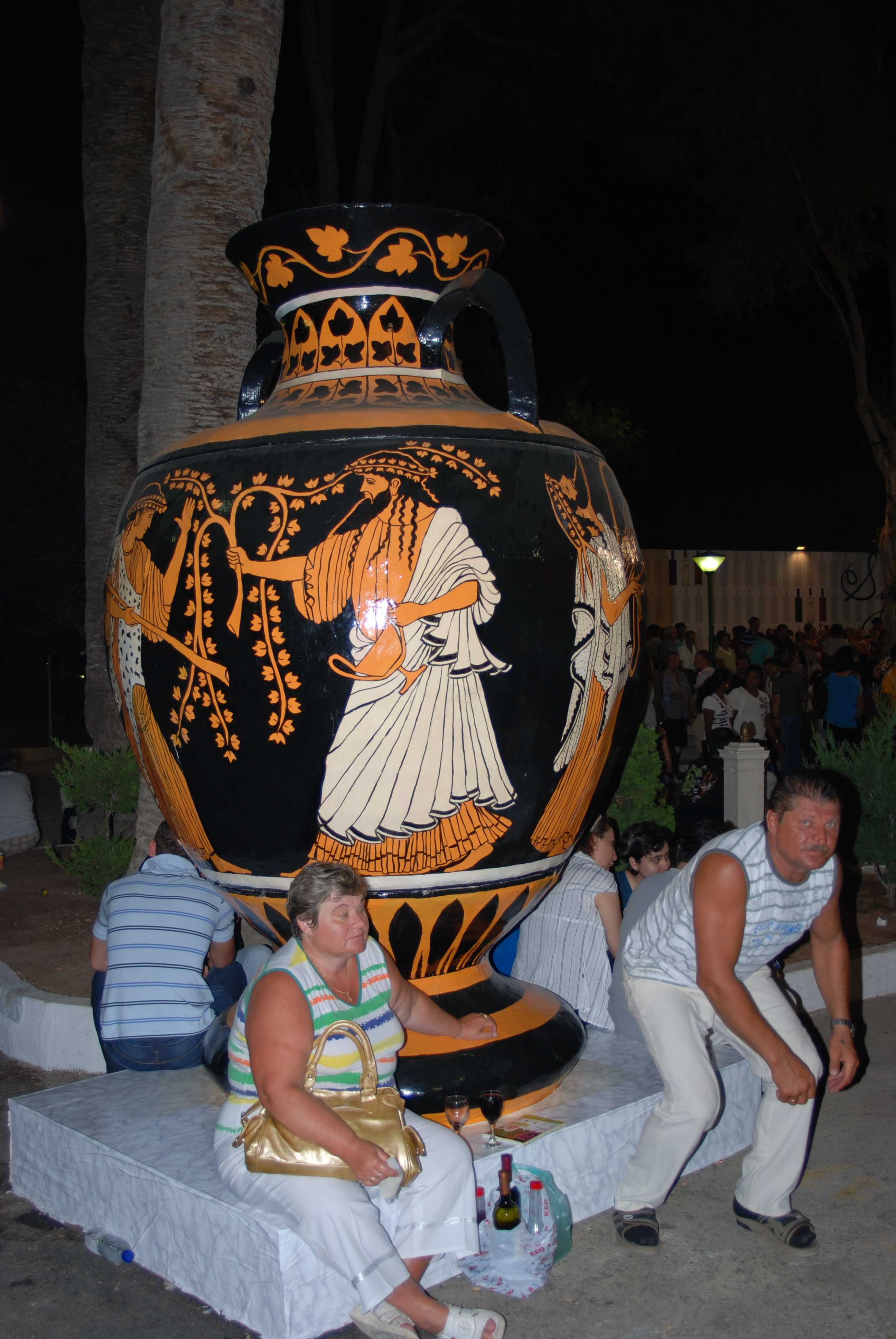
Dionysos, sur une reproduction d'amphore antique

Ses organisateurs assurent que ce festival est une renaissance des rites païens de la Grèce antique, des anciennes manifestations organisées en l'honneur de Dionysos, dieu du vin et d’Aphrodite, déesse de l'amour, quand, lors de ces festivités, les femmes et les hommes de l'Antiquité, buvaient et mangeaient à la prospérité des dieux après leur avoir offert des libations,.
Il est vrai que le vin de Chypre est un véritable vin mythologique, sans doute un des plus anciens du monde méditerranéen. Connu dès l'Antiquité sous la dénomination de nama ou cyprus nama. Le géographe Strabon dans le livre 14, mentionne ces vins, de même que le poète grec Hésiode. Pline le naturaliste dans le livre 14, chapitre 7, les placent dans une liste de vins précieux. Saint Grégoire parla de leur abondance et Aponius célébra leurs grappes de raisin.
S'il est probable que Dionysos ne pourrait qu'approuver cette célébration, les plus prosaïques apprécient ce rendez-vous annuel qui permet de s'immerger au cœur de la culture chypriote, en célébrant ce vignoble qui prospère dans l'île depuis quatre millénaires. Ici, le vin du terroir très apprécié par les touristes, est considéré comme une boisson nationale. 
Le nectar des dieux, offert généreusement par les caves et domaines viticoles, qui coule à flots pendant les dix jours que dure la fête inspire les poètes : « Boire du vin chypriote, c'est comme si les rayons du soleil, la brise de l'aube, la transparence de l'atmosphère, la magie romantique de la terre et le ciel de Chypre, vous coulaient dans les veines. ».

## Limassol, capitale de la vigne et du vin
Cette manifestation a été créée un an après l'indépendance, le 7 octobre 1961. L'idée était d'offrir des dégustations gratuites pendant plusieurs jours sans souci de rentabilité. Dès sa première édition, dans les jardins municipaux de Limassol, ce fut un succès. Depuis, il est organisé chaque année entre la fin août et le début septembre par la municipalité de la ville, le festival dure dix jours. Il a lieu au moment des moissons.
Au fil des décennies sa renommée était devenue telle que l'Office international de la vigne et du vin (OIV) proposa de déclarer Limassol "Ville de la vigne et du vin". Ce qui fut fait le 31 octobre 1987, au cours de l'Assemblée générale de l'Office, qui eut lieu en Italie. Le président Mario Fregoni, remit, ce jour-là, une médaille et un diplôme au maire de Limassol.

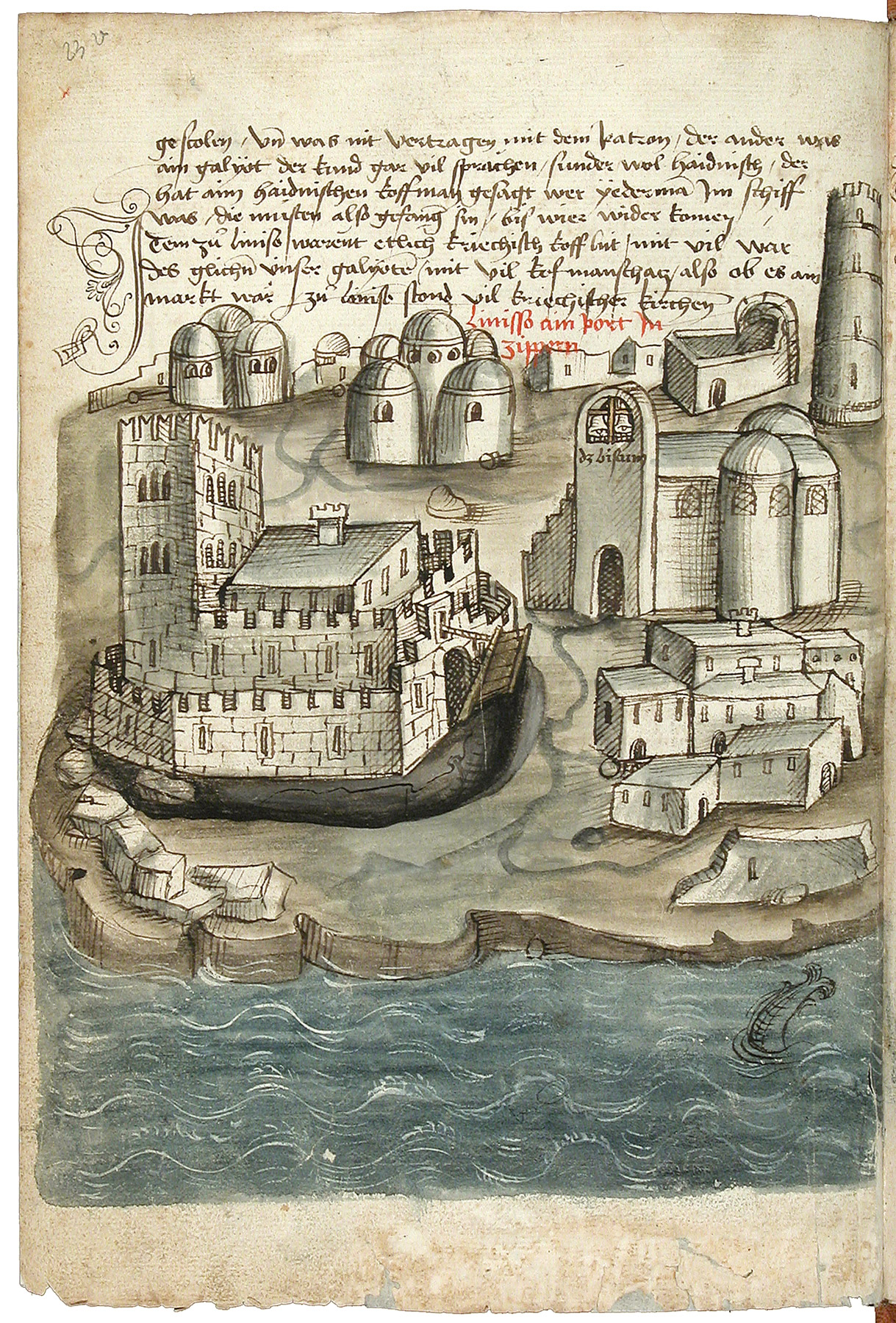
Port de Limassol au Moyen Âge

Le district de Limassol est le plus important centre de vinification de l’île et la cité de Limassol est reconnue comme la capitale viticole de Chypre. À ces raisons économiques qui permirent de créer le festival, s'ajoutaient, il est vrai, des raisons historiques. La culture de la vigne à Chypre est aussi ancienne que les racines du peuple de Chypre. De plus, la mythologie veut qu'Aphrodite soit native de l'île. Sous l'Antiquité, les célébrations de son culte étaient suivies par celles de Dionysos. Ces festivités, données en leur honneur, glorifiaient l'amour, la beauté et le vin.
Quelques siècles plus tard, les Templiers et les Chevaliers de Saint-Jean-de-Jérusalem, se virent offrir l'île par Richard Cœur de Lion en 1191. Ces derniers gouvernèrent leurs fiefs à partir de commanderies, et construisirent leur château de la «Grande Commandaria" à Kolossi, près de Limassol. Grâce à eux, le vin chypriote devient réputé en Europe tout au cours du Moyen Âge. Déjà, Limassol était le centre du commerce et la vinification de Chypre. Quasiment toutes les exportations de vins étaient faites à partir de son port.
Dans La bataille des vins, connue aussi sous le titre de Dit des vins de France, un  poème en 204 vers, composé peu après 1224 par Henri d'Andeli, le roi de France Philippe-Auguste, a envoyé partout ses messagers rassembler les meilleurs vins blancs, pour en établir la hiérarchie. Un prêtre anglais déguste les vins qui lui sont présentés, et désigne le meilleur d'entre eux, le vin de Chypre : 
Li rois les bons vins corona

Et a chascun son non dona :

Vin de Cypre fist apostoile

Qui resplendist comme une estoile.

## Caves participantes
Chaque année, en présence du maire de Limassol et après avoir été inauguré par une personnalité nationale, le festival devient l'attraction de milliers d'habitants et les touristes qui font leur la devise «Buvez du vin, il vous donne la vie!» (Πίνε κρασί, νάσιεις ζωή). Les quatre grandes caves coopératives (KEO, SODAP, ETKO et CMEO) ainsi que de nombreux petits producteurs indépendants offrent une dégustation gratuite de leurs vins. 
La coopération vinicole à Limassol et à Chypre a été initiée par Haggipavlu, cave fondée en 1844. Au siècle suivant, en 1926, une autre appelée KEO fut créée, puis, en 1943, ce fut CMEO suivie trois ans plus tard par SODAP. En 1947, en raison de sa forte extension la cave de Hadjipavlu fut restructurée et donna naissance à ETKO. Toutes produisent des vins de qualité. 
L'importance des caves coopératives est due à la faible superficie de la plupart des vignobles de l'île, à certains endroits même, quelques-uns sont encore labourés par des ânes ou des bœufs. Des propriétés plus importantes se trouvent dans les régions vinicoles situées sur les versants ensoleillés sud et sud-ouest des montagnes de Troodos. En particulier dans le district de Limassol, où la plupart des villages, grâce à un environnement favorable, dû au climat et au terroir, ont des viticulteurs qui cultivent des vignobles importants. Une expérience séculaire leur a permis d'élaborer des vins très appréciés, tant sur les marchés locaux qu'à l'étranger.
Deux villages témoignent de la très forte influence de la viticulture sur leur histoire. Celui d'Omodos, à une trentaine de kilomètres de Limassol, construit autour du monastère de la Sainte-Croix dont le pressoir est l'un des plus anciens de Chypre et celui de Lofou, typique village vigneron, porte du vignoble de la Commandaria, au nord-ouest de Limassol, témoin lui aussi des traditions viti-vinicoles ancestrales de Chypre.  

Stands de dégustation
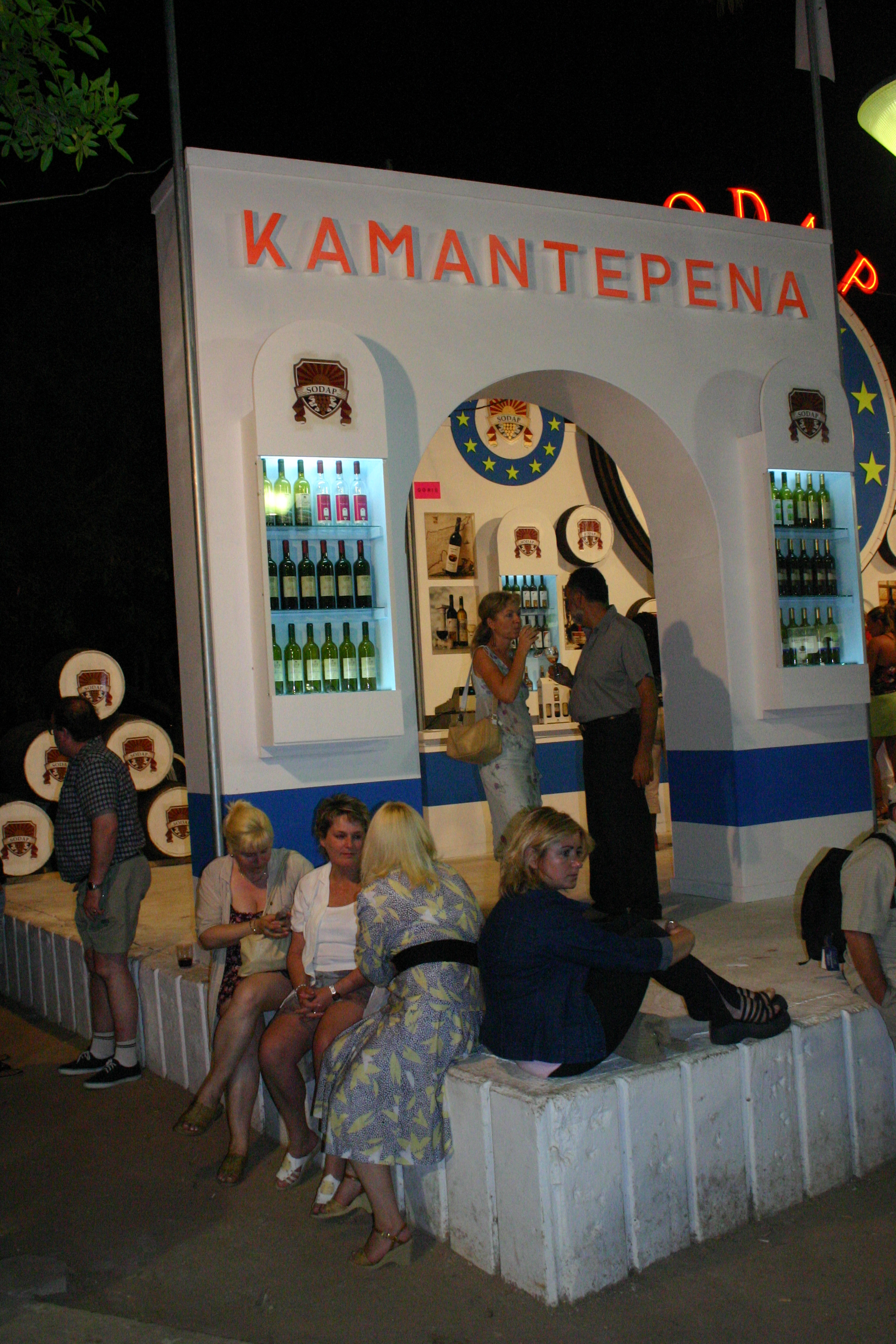
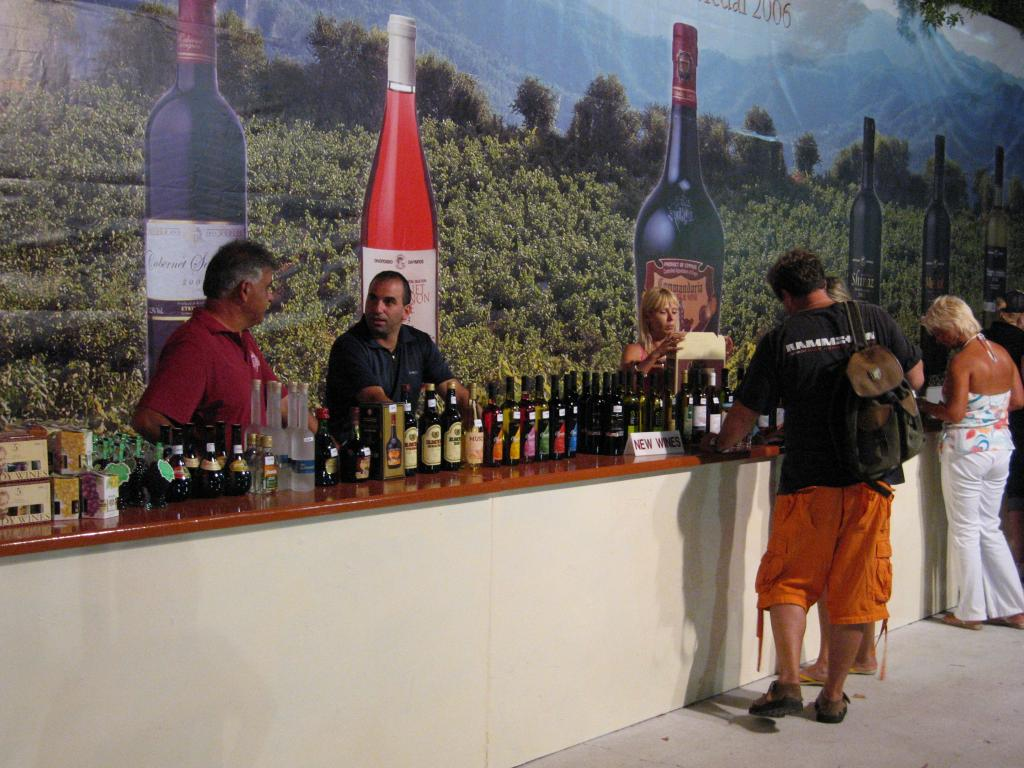
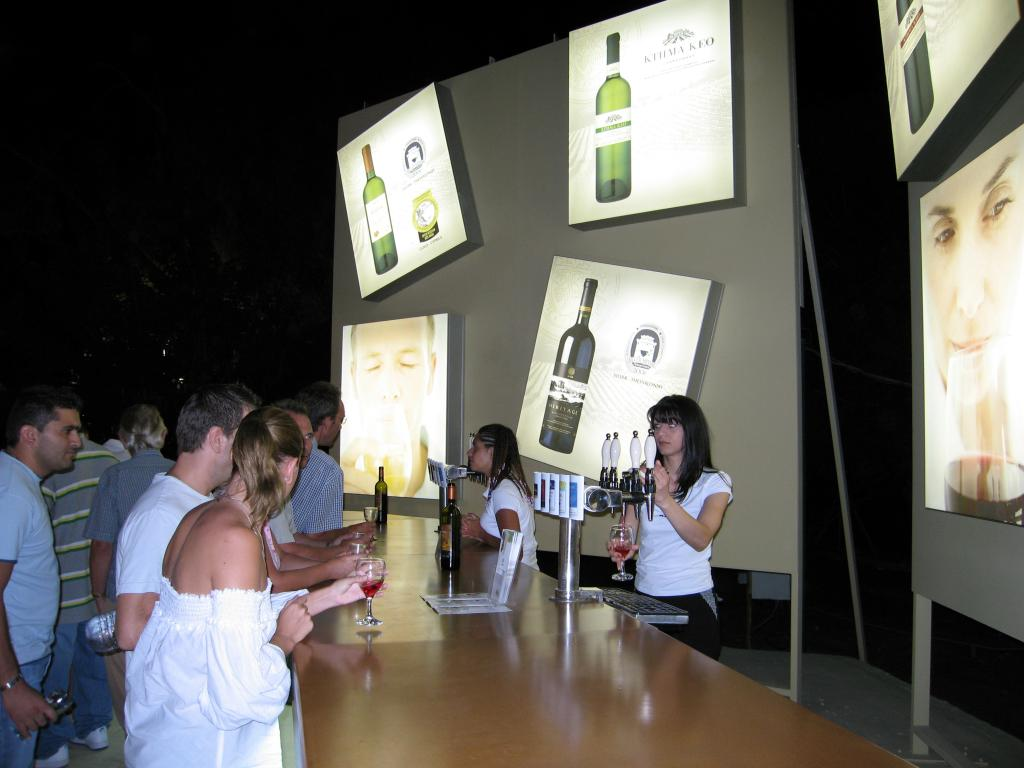

Tous les soirs pendant ces deux semaines, tout un chacun peut déguster les vins du terroir et tous les samedis soir, du vin offert en fût, vins jeunes ou vins de collection, vins rouges, rosés ou blancs, vins issus de région comme la Commandaria ou des villages de la route du vin de Laona-Akamas. En général, toutes les caves organisent des visites guidées et des dégustations. Durant le festival, celles-ci sont commentées par des sommeliers et des œnologues, de plus des conférences sur le vin, proposées par des experts, sont ouvertes au grand public qui a la possibilité de discuter ensuite avec ces spécialistes, 

## Fréquentation
Le festival du vin est devenu l'un des événements culturels majeurs de Chypre. Il permet de faire découvrir le patrimoine folklorique et culinaire de l'île aux milliers de visiteurs qui s'y pressent chaque année au jardin municipal. Bon an, mal an, ce sont entre 10 000 et 15 000 visiteurs qui comprennent les habitants et les nombreux touristes,.
Il connaît, depuis une décennie, un retentissement international et attire, outre les touristes, de plus en plus les professionnels du vin de cette région de la Méditerranée mais aussi du monde entier séduits par l'accueil et la disponibilité des producteurs locaux. Durant ces dix jours, tout Limassol est en fête, ses rues animées vibrent au rythme de la musique sur laquelle la population locale danse et entraîne les visiteurs. Le point d'orgue est le défilé de voitures anciennes dans la ville. 

## Programme
Outre les dégustations, complétées par des excursions, des ateliers et des conférences sur le vin, sa production, son élevage, sa conservation et sa commercialisation, le festival est animé par des concerts, donnés par des orchestres et des chorales, par des représentations théâtrales ou chorégraphiques, et des numéros de magiciens.

Vin, danse et musique
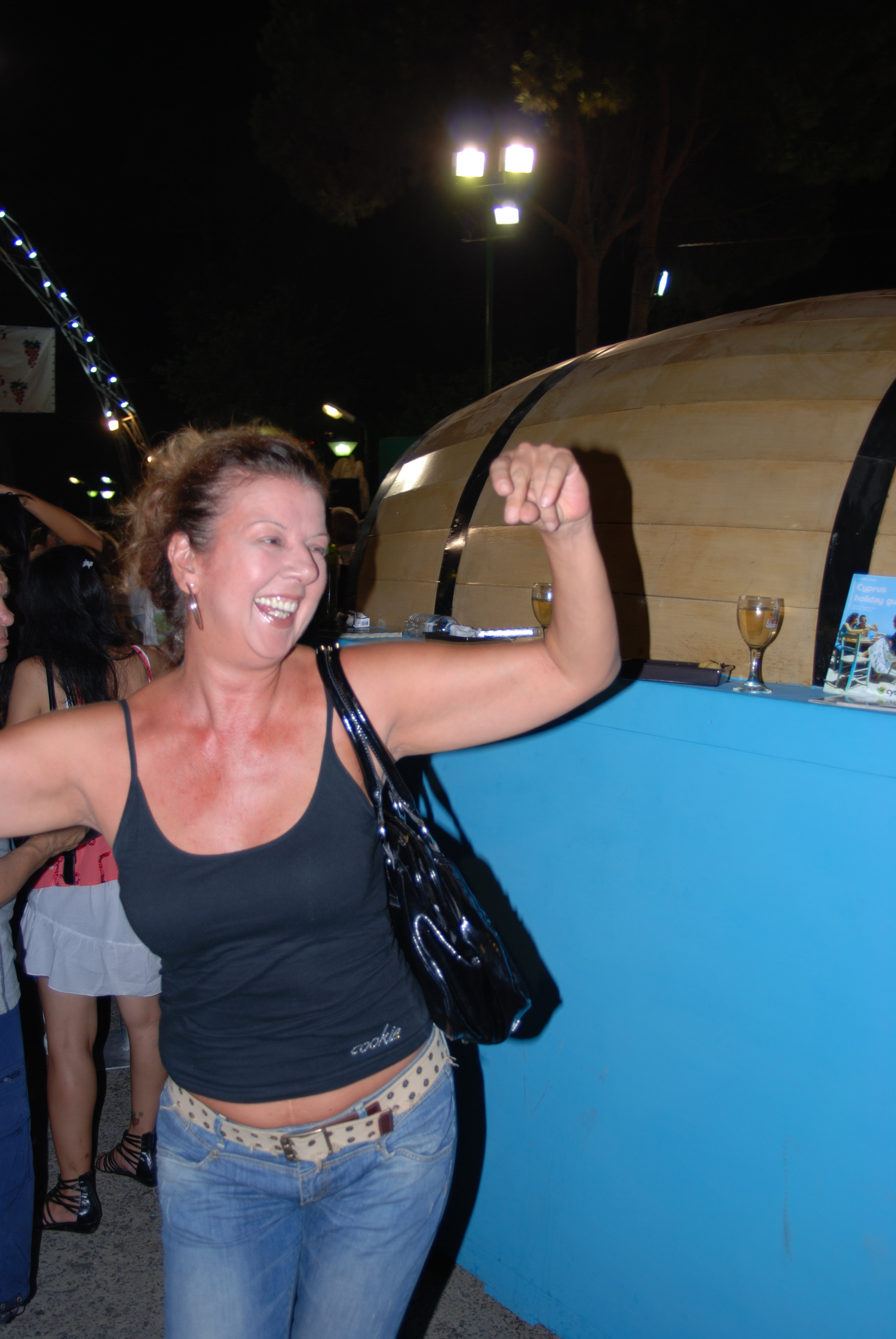
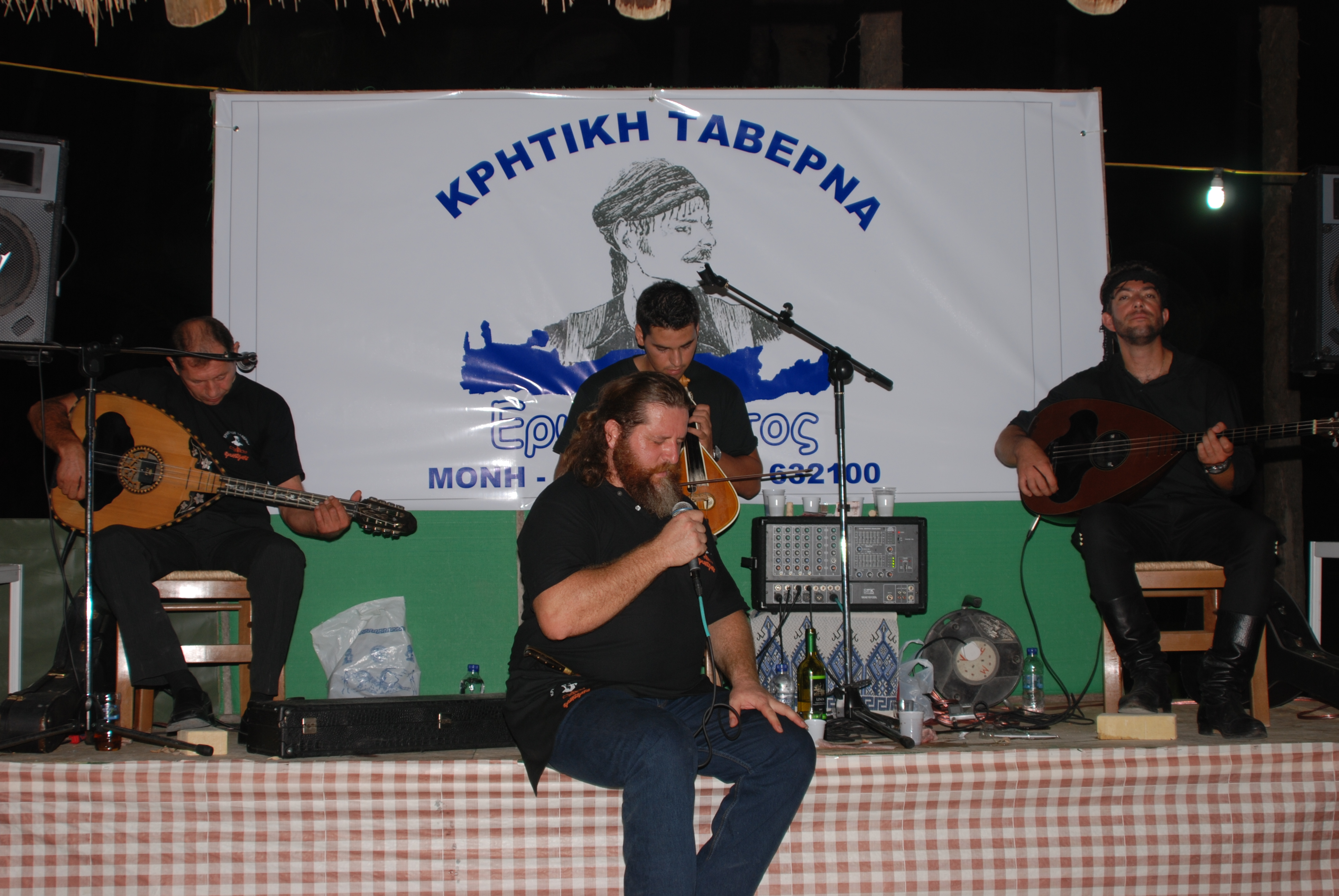

Concerts de musique et chants traditionnels font une large part aux mélodies populaires et à des solos  de bouzouki, l'instrument national, qui rappelle un luth ou une petite guitare. Quant à l'orchestre philharmonique de Limassol, il se produit tant dans les jardins qu'en divers endroits de la ville,. Chaque soir, des banquets sont organisés où l’on peut goûter les spécialités culinaires locales et des orchestres accompagnent le repas en musique. 

Foulage du raisin
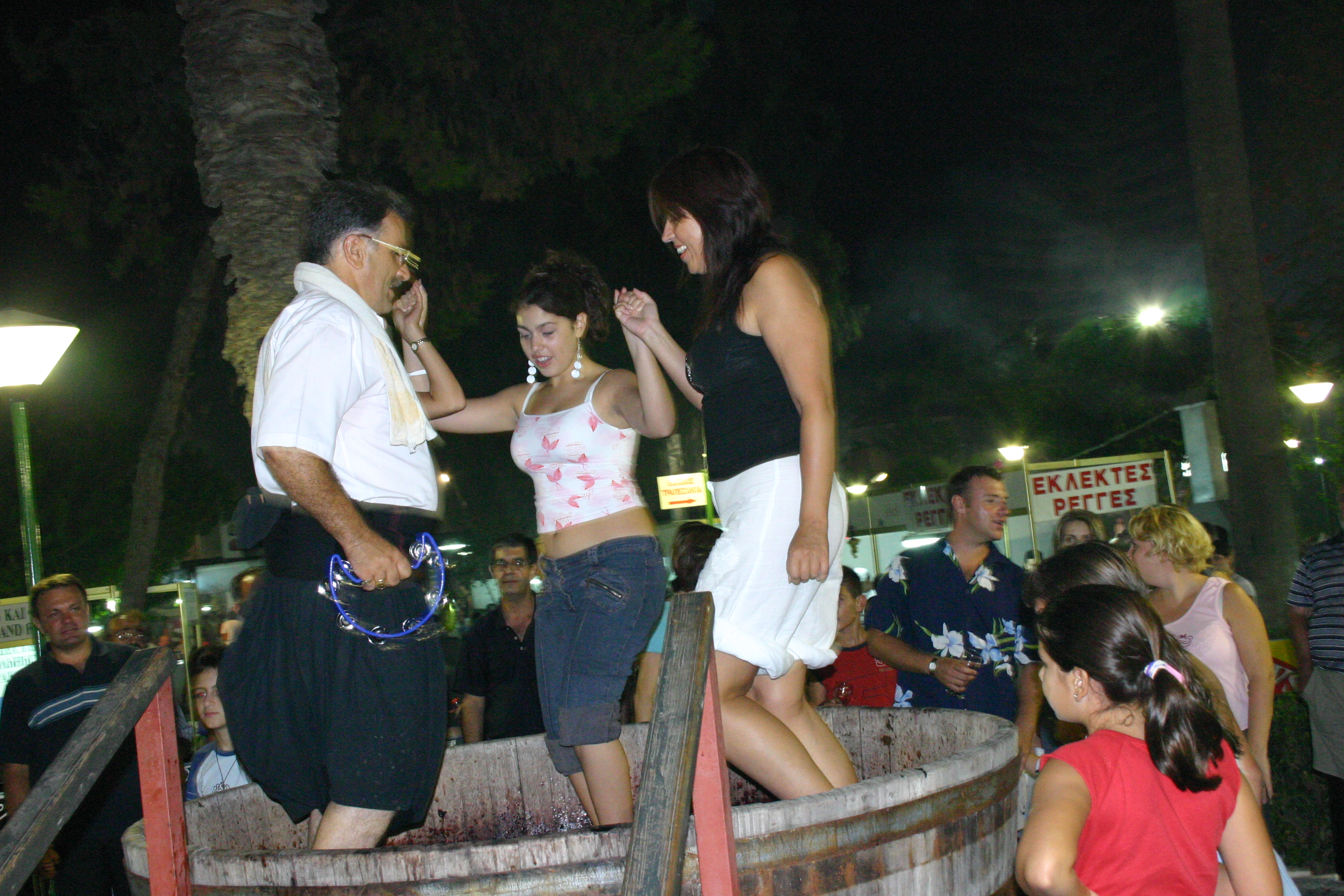

Les plus téméraires peuvent s'essayer au pressage traditionnel du raisin, que l’on foule pieds nus dans de grands baquets en bois. Tandis que le spectacle continue, scandé par le tirage chaque soir des feux d’artifice, les prestations des groupes folkloriques qui présentent des chants et danses traditionnels de l'ensemble des îles grecques et les chorales qui entonnent des chansons à boire et bachiques.  
Chaque soirée met en avant une spécificité soit avec du théâtre, une comédie musicale, un magicien ou des chansonniers. Il y a aussi, tous les après-midi des dimanches, des spectacles de marionnettes pour les enfants. Il est à noter que tous les jours, l'organisation du tourisme chypriote met à la disposition des festivaliers un autobus climatisé gratuit au départ de Nicosie, Larnaca, Ayia Napa et Paphos. 